# Sukashitrochus atkinsoni
Sukashitrochus atkinsoni is een slakkensoort uit de familie van de Scissurellidae. De wetenschappelijke naam van de soort is voor het eerst geldig gepubliceerd in 1877 door Tenison Woods.